# ランバート反射
ランバート反射（ランバートはんしゃ、英: Lambertian reflectance）とは、拡散反射表面を理想的に扱った反射モデルである。ランバート反射表面の輝度は、どの角度から見ても一定である。
技術的には、表面の輝度が等方的であり、光度がランベルトの余弦則に従う。
ランバート反射は1760年に自著で完全な拡散反射の概念を導入したヨハン・ハインリヒ・ランベルトの名前から名づけられた。

## 例
たとえば、荒削りのごつごつした木の表面はランバート反射で近似できるが、つやありポリウレタン塗料で塗られた木材はランバート反射とはいえない（見る角度によって鏡面ハイライトが見える）。ごつごつした面がすべて完全なランバート反射をするわけではないが、面の特性が分からないときにはしばしばよい近似になる。
Spectralonは、ほぼ完全なLambert反射を実現できるように設計された材料である。

## コンピュータグラフィックスにおける応用
コンピュータグラフィックスでは、ランバート反射は拡散反射のモデルとしてよく使われる。この反射は、面の正規化法線ベクトル{\displaystyle {\boldsymbol {N}}}と面から光源を指す正規化ベクトル{\displaystyle {\boldsymbol {L}}}の内積（ドット積）を使って計算される。そして、この値に面の色と面を照らす光の輝度を乗算する。
{\displaystyle I_{D}=({\boldsymbol {L}}\cdot {\boldsymbol {N}})CI_{L}}
ここで、{\displaystyle I_{D}}は拡散反射光の輝度（表面の明るさ）で、{\displaystyle C}は面の色（拡散反射率）、{\displaystyle I_{L}}は入射光の輝度である。正規化ベクトルの大きさは1であることから、内積は以下となる。
{\displaystyle {\boldsymbol {L}}\cdot {\boldsymbol {N}}=|{\boldsymbol {L}}||{\boldsymbol {N}}|\cos {\alpha }=\cos {\alpha }}
ここで、{\displaystyle \alpha }は2つのベクトル間の角度である。光線ベクトルと面上の点における法線ベクトルとの方向がまったく同じであれば、光の輝度は最大となる。このとき{\displaystyle \cos {(0)}=1}、つまり面は光の方向に垂直である。そして法線ベクトルが光線ベクトルに対して垂直であれば、光の輝度は最小となる。このとき{\displaystyle \cos {(\pi /2)}=0}、つまり面と光の方向が平行である。
光沢のある表面では、ランバート反射とともに鏡面反射も見られる。この場合には、表面の輝度はちょうど鏡面反射光が来る角度に観察者がいるときに最大となる。この現象は、コンピュータグラフィックスではPhongの反射モデルなどといった鏡面ハイライトを考慮したモデルを用いてシミュレーションできる。補間技法であるPhongシェーディングと併せて、高速かつ簡易的な局所照明の実装によく使われている。

### ハーフ・ランバート照明
ハーフ・ランバート照明（英: Half Lambert lighting）はランバート反射をなだらかに改変したライティング方式である。以下の式で表される。
{\displaystyle I_{D}=(0.5\cos {\alpha }+0.5)^{2}CI_{L}}
ランバート反射モデルでは照明の背面（法線と光源が90°以上の角度を持つ領域）は黒1色にライティングされる。シーンが少数の直接光で構成されていたり解像度の低い大域照明で照らされていたりする場合、このライティング特性から背面部の形状が識別できなくなったり平面的に見えすぎてしまったりする。Valve Softwareはゲーム「ハーフライフ」のために、この欠点を改良したハーフ・ランバート照明を開発した。ランバート反射で0にクランプされていた領域が正の値を持つように{\displaystyle \cos \alpha }を変更し、正面部分の形状をある程度保つために二乗する。これにより背面部にもライティングとその濃淡が与えられ、（物理学的な正当性は無いが）視覚上現実的で自然に見えるライティングが可能になる。分類としてはリアルタイム処理系向けの疑似ラジオシティ手法にあたる。

## その他の波
通常、ランバート反射は、物体による光の反射に対して用いられるが、光以外のどのような波についても用いることができる。
例えば、超音波検査では、「粗い」組織はランバート反射を示すと言われる。